# Statique structurelle
 (avril 2024).

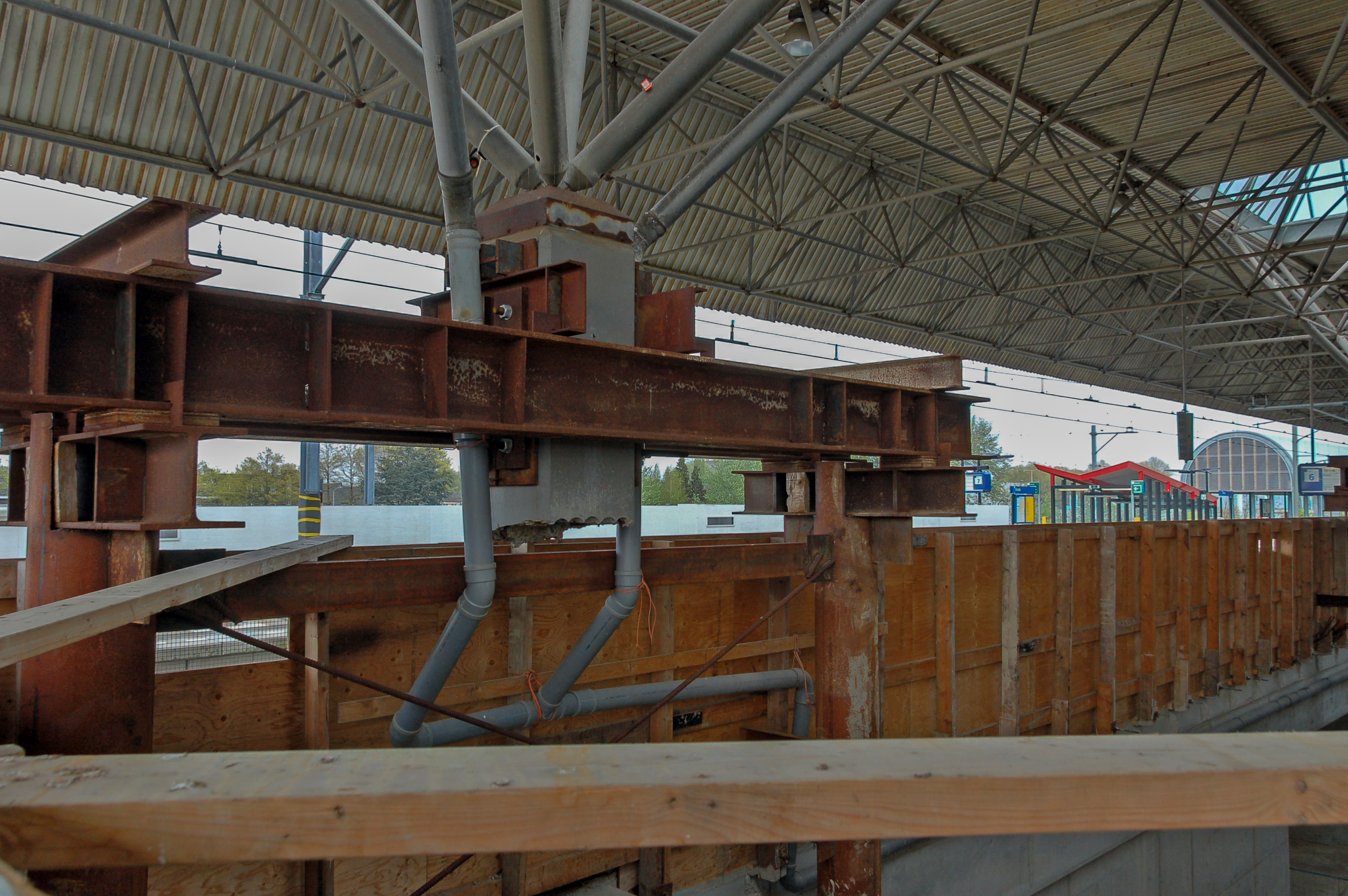
Support d'un support de toit dans la gare de Breda, Pays-Bas - ces constructions doivent être structurellement vérifiées

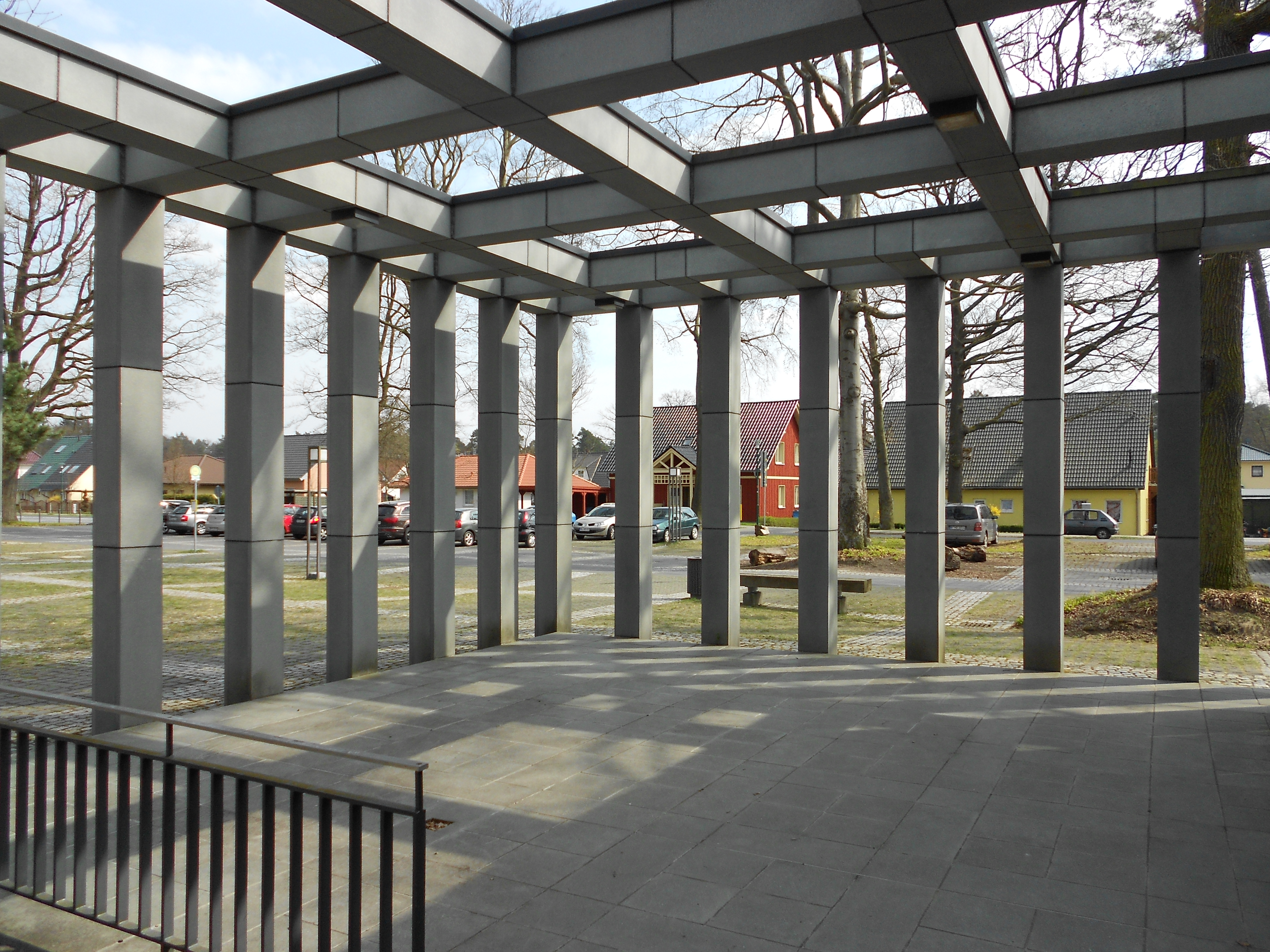
Construction statistiquement non pertinente qui ne doit supporter que son propre poids et des charges négligeables de vent et de neige. Une preuve est également requise pour ces composants non fonctionnels

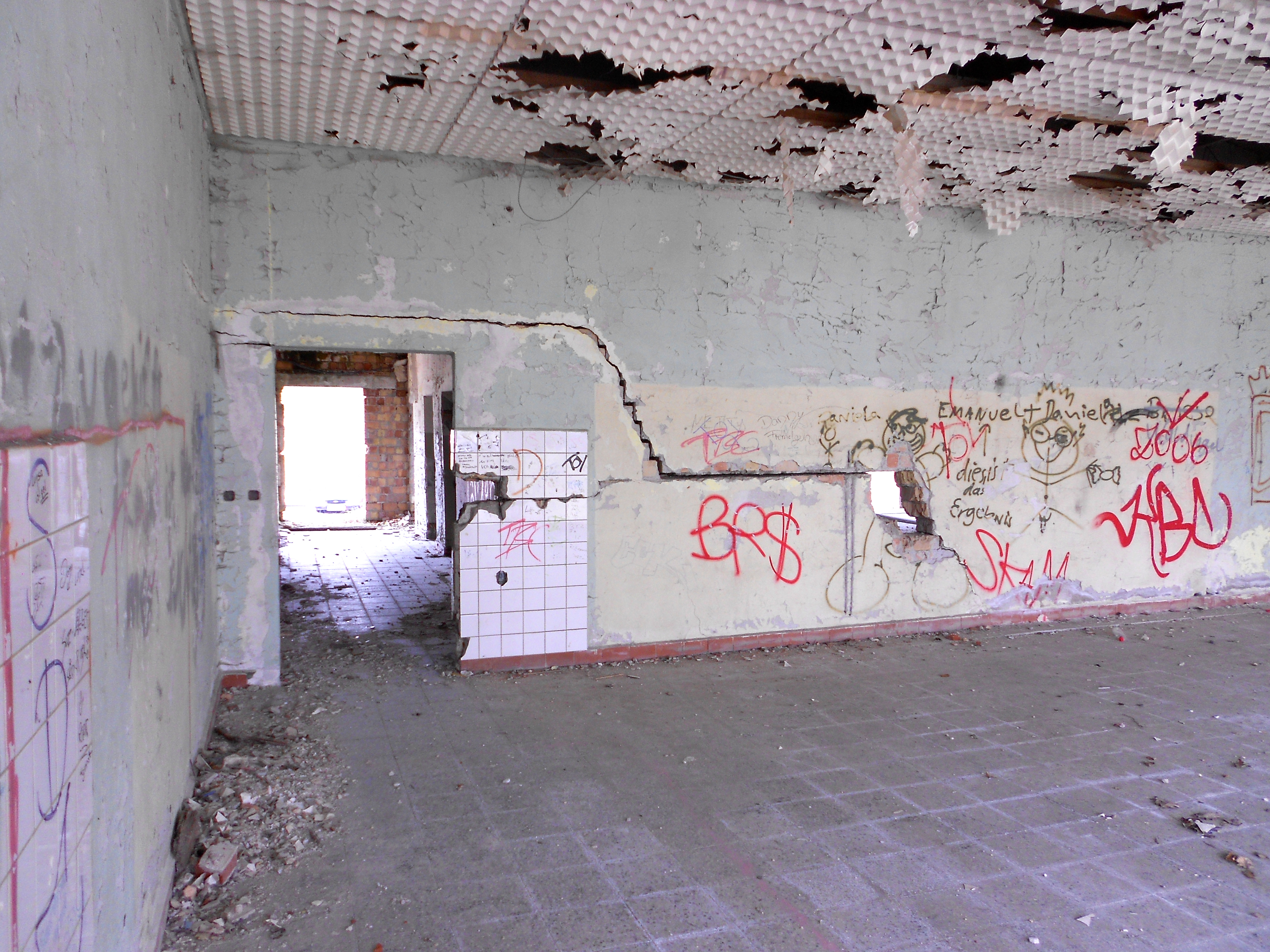
Rupture d'un mur non porteur sous un plafond en béton précontraint ; des fondations sont également nécessaires pour de telles cloisons légères.

La statique structurelle ou la statique des constructions est l'étude de la sécurité et de la fiabilité des structures en construction. En ingénierie des structures sont calculés les forces et leurs effets mutuels dans un ouvrage de construction (de) et dans chaque élément de construction (de) associé. Les méthodes de calcul de l'analyse structurelle sont des outils de planification structurelle (de)  et font partie, avec l'enseignement de la modélisation et de la théorie de la construction, de la théorie structurelle. La statique des structures utilise les moyens de résistance des matériaux, la mécanique technique, la statique des corps rigides et la mécanique des milieux continus.
L'analyse structurelle est un ensemble de procédures arithmétiques (de)  et graphiques qui servent à tirer des conclusions sur les sollicitations (de) et les déformations avec leurs tensions à partir de l'action des charges externes dans les bâtiments, à comprendre le transfert de charge de la structure et ainsi finalement à prouver son utilité (une structure est le modèle de la structure porteuse qui peuvent différer fondamentalement en termes de rigidité, de robustesse (de) et de matériau).
Les charges agissant sur une structure sont divisées selon la fréquence de leur apparition en actions permanentes (comme le poids propre ou charge morte de la structure), variables (comme la neige, le vent, la température, la circulation ou les niveaux d'eau fluctuants) et extraordinaires (comme les tremblements de terre, incendie ou choc de véhicules).Ces charges réelles sont généralement estimées à l'aide de normes intégrant une certaine probabilité de défaillance, ce qui est plus sûr. L'un des objectifs de l'analyse structurelle est de déterminer la combinaison la plus défavorable des combinaisons de ces charges supposées qui sont généralement pertinentes selon la norme, en ce qui concerne la sécurité portante (par exemple rupture, plasticité, flambage) et l'utilisabilité (de) (par exemple déformations, fissures, vibrations).
Les problèmes incluent principalement les charges quasi-statiques ainsi que les vérifications de résistance statique (de) et de stabilité, tandis que la dynamique structurelle (de)  associée implique la réponse des structures à des charges variables dans le temps (par exemple le vent), grâce à quoi les charges dynamiques peuvent être calculées à l'aide de méthodes statiques. Ce calcul dit quasi-statique prend en compte les effets dynamiques avec des facteurs suffisamment grands pour que l'estimation ainsi déterminée soit certainement du bon côté. Dans la construction normale d'un bâtiment, les résistances aux vibrations sont automatiquement considérées comme remplies lors des calculs de structure en fonction du matériau de construction et de certaines dimensions du bâtiment (par exemple dans la norme européenne EN 1992 l'élancement limite, qui prescrit l'épaisseur minimale d'une plaque en fonction d'une portée fictive et du degré de renforcement afin de ne pas avoir à réaliser une preuve vibratoire séparée).
En tant que branche spéciale et spécialisée de la mécanique, l'ingénierie structurelle classique utilise principalement la théorie de l'élasticité (voir aussi elastizitätstheorie) et la loi de Hooke, mais elle peut également être utilisée dans la théorie de la plasticité et la théorie des charnières plastiques.

## Délimitations et modalités
Le terme statique est utilisé de manière ambiguë et fait souvent référence au côté théorico-mathématique-physique (la statique en tant que branche de la Statique mécanique, voir aussi Statik (Mechanik)), tandis que la statique structurelle vise l'application de cette statique dans la construction. La planification de la structure porteuse est généralement réalisée sans calculs de structure (généralement par l'architecte). À partir de là, un modèle statique avec le mécanisme de transfert de charge est généralement défini, qui est ensuite généralement suivi par la conception, c'est-à-dire la détermination des dimensions, du feraillage, etc.
L'ingénieur en structure responsable ou ingénieur en structure - aujourd'hui généralement un ingénieur civil, plus rarement un architecte - est souvent appelé familièrement un ingénieur en structure. Le résultat de ses considérations et calculs, le calcul statique (de), est dans certains contextes appelé Preuve de stabilité (de), mais est généralement aussi appelé statique en abrégé.

## Tâches
L'hypothèse la plus importante en ingénierie des structures et en statique (voir aussi Statik) est que le système de support est en équilibre. Un aspect essentiel de l'ingénierie des structures consiste à modéliser un système porteur clairement défini à partir d'une structure complexe, capable de répondre aux exigences avec un effort économiquement raisonnable. Tout d'abord, les charges calculées sont déterminées. Il en résulte des efforts (de)  et déformations internes calculés afin de réaliser une conception. Les charges agissantes, qui sont toujours en équilibre sur la base d'une hypothèse statique, sont court-circuitées via les composants de support.

## Structures

Poutre sur deux appuis

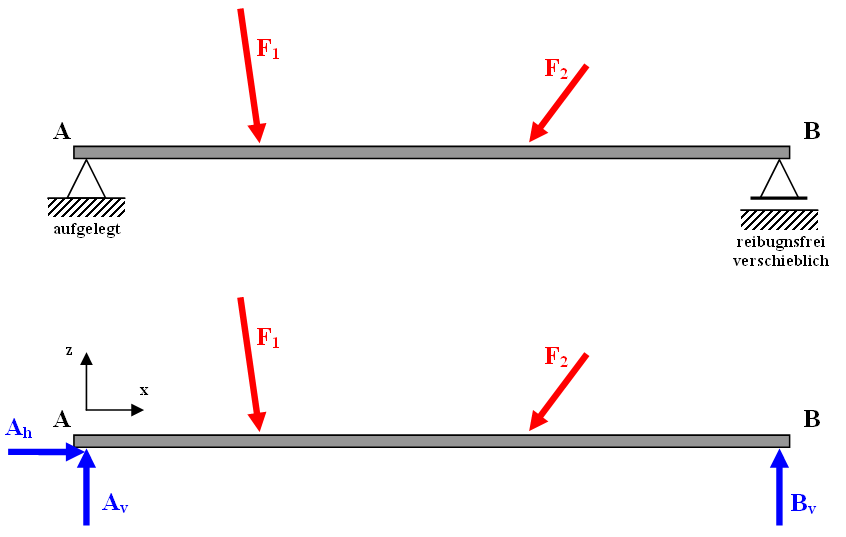
Poutre à travée unique avec forces d'appui

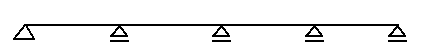
Système statique d'une poutre continue

L'ingénierie des structures connaît deux grands groupes de structures :
- Système réticulé (barres, poutres, colonnes, portique, arcs, treillis)
- Structures de surface constituées de plaques, de disques (de), de coques (voir aussi schalentheorie) ou de membranes (de).

## Actions (charges)
Les actions pour lesquelles une structure doit être conçue à l'aide de l'analyse structurelle comprennent entre autres :
- Charge morte, Poids propre
- Charge utile
- Charge de vent
- Charge de neige (de)
- Pression de l'eau (de)
- Pression des terres (de)
- Impact de véhicule
- Tremblement de terre ; voir les critères de conception en cas de séisme (de)
- Pression des glaces sur les structures (de)
- température

Charges dynamiques (par exemple chocs, vibrations, tremblements de terre) et les déformations qui en résultent (par exemple vibrations, oscillations) sont généralement converties en charges statiques équivalentes dans la construction de bâtiments et de routes avant d'être appliquées à une structure.

## Méthode de calcul
Voir Étude statique (de)
Les méthodes de calcul en génie des structures peuvent être divisées en :
- Procédures de dessin (statique graphique)
- Méthodes informatiques (statique des corps rigides,théorie de l'élasticité (voir aussi Elastizitätstheorie), Statique des barres non linéaires (de),...)

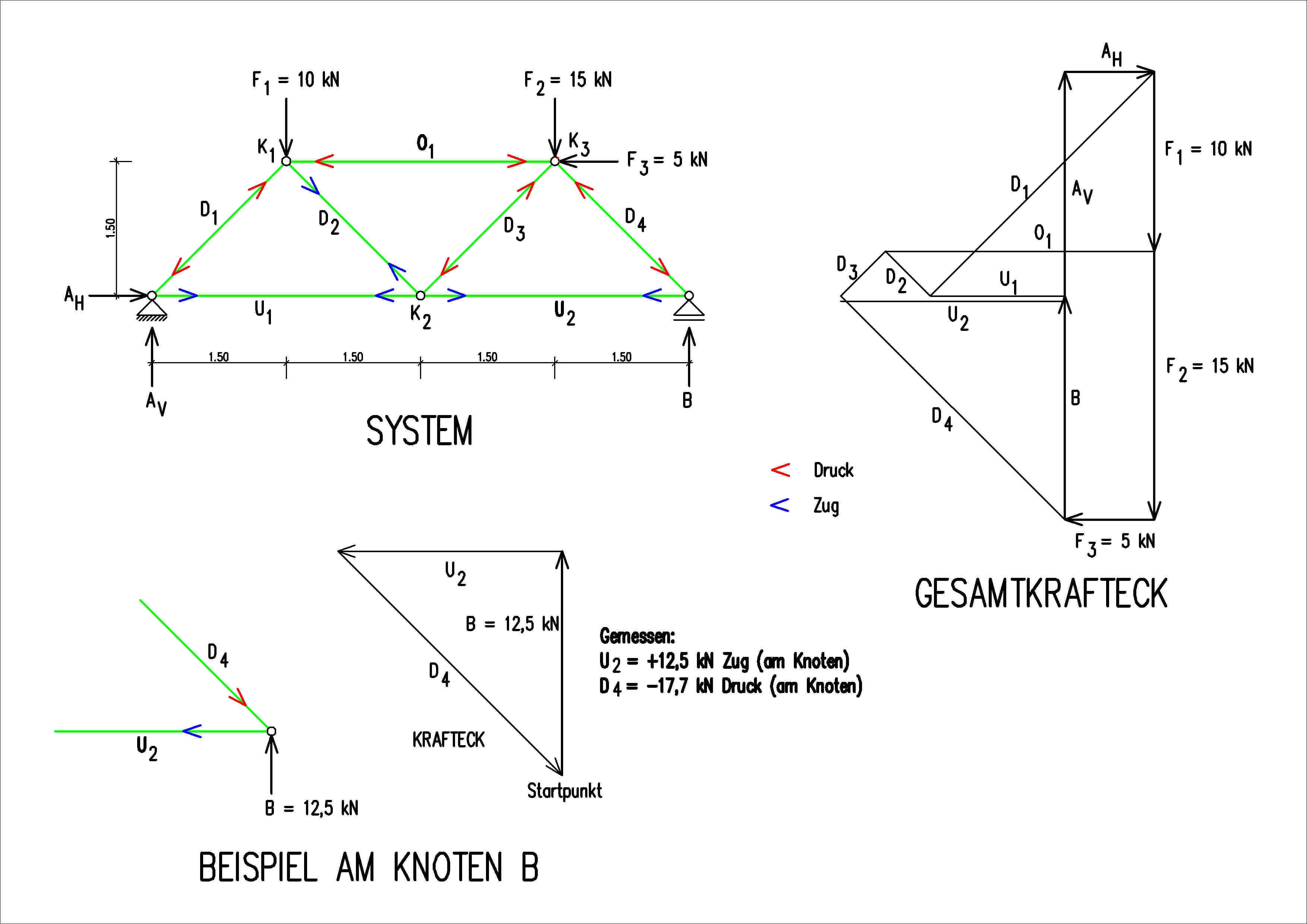
Epure de Cremona

- Statique expérimentale

### Procédures de dessin
- Epure de Cremona
- Méthode des trois forces
- Méthode de Culmann
- Méthode du dynamique et du funiculaire
- Diagramme de forces

### Procédures informatiques
Les méthodes informatiques de l'ingénierie des structures comprennent entre autres:

Méthode du trapèze de tension – tensions dans une poutre en porte-à-faux

#### Procédures classiques
- Méthode de Ritter (de)
- Kraftgrößenverfahren (de) (flexibility method)
- Weggrößenverfahren (de)
- Formänderungsverfahren
- Momentenausgleichsverfahren
- Drehwinkelverfahren
- Cross-Verfahren (de), Moment distribution method (en)
- Méthode Kani (de) de Gaspar Kani (de)
- Méthode des arcs-consoles (de)

#### Méthode matricielle
- Méthode des éléments finis (MEF)
- Méthode des différences finies (FDM)
- Méthode des moments (BEM)
- Méthode des éléments discret

#### Calculs informatiques
Pour Konrad Zuse, la facilité de formalisation et le temps élevé requis pour les calculs statiques ont été la motivation initiale pour développer des ordinateurs programmables. Dès le début, les calculs statiques faisaient partie des applications informatiques qui ont progressivement conduit à des programmes de conception statique pour tous les usages. Aujourd’hui, les calculs statiques sont effectués presque exclusivement à l’aide de programmes informatiques. Les modèles statiques examinés deviennent souvent plus complexes et exigeants. Le calcul de structures à surface plane telles que les dalles de plafond, les dalles à assise élastique, les panneaux muraux, etc. est désormais une tâche de routine dans la pratique. Avec la méthode des éléments finis en règle générale des structures plus complexes telles que les constructions à membrane (de) et des coques sont examinées.

#### Théorie technique avancée du pliage
La théorie technique de la flexion a été étendue de telle manière que l'état de distorsion associé peut être calculé pour la combinaison générale des forces internes (N, M y, M z, V z, V y, T), même dans le cas d'un comportement de matériau non linéaire. C'est également un plan d'expansion qui se déforme en plus du fait du glissement dont il faut tenir compte. Avec la théorie technique étendue du pliage (Erweiterten Technischen Biegelehre, ETB), les conditions nécessaires d'équilibre et de compatibilité géométrique avec un comportement réaliste des matériaux sont remplies, de manière analogue à la théorie technique du pliage. L’application de l’ETB rend superflues les vérifications séparées du calcul en flexion et du calcul en cisaillement.

## Théorie des premiers deuxième et troisième ordres

### Structure porteuse déformée avec prise en compte de l'équilibre en position non déformée

#### Théorie du premier ordre
Lors de l'application de la théorie du premier ordre, les équilibres entre charge (forces et moments (de)) et sollicitation (de) (contraintes) sur la poutre non déformée qui prédominent dans la section transversale (de) de la poutre sont pris en compte. La position des forces est liée à la section transversale de la barre non déformée, c'est-à-dire que les distorsions et les rotations doivent être bien inférieures à 1 ; en revanche, les distorsions pour le calcul des contraintes ne sont pas mises à zéro, puisqu'une barre non déformée serait équivalente à une barre non chargée en raison de la loi de Hooke généralisée. Cette procédure n'est généralement autorisée que si les déformations sont si faibles qu'elles n'ont qu'une influence négligeable sur les résultats du calcul, ou si cela est réglementé par des normes.

### Structure déformée

Flambage

Si la modification des efforts internes provoquée par la flèche ne peut être négligée, la géométrie de la structure déformée doit être prise en compte dans le calcul. En général, il faut également tenir compte des écarts indésirables de la structure porteuse par rapport à la géométrie prévue (par exemple inclinaison des supports) et la pré-déformation des composants (par exemple courbure des barres de compression (de)) doit être pris en compte. L'ampleur de ces imperfections (de)  à prendre en compte en génie civil est suggérée dans les normes.

#### Théories du deuxième ordre
Modèle:RedundanztextDans la Théories du deuxième ordre (de), on suppose généralement que les déformations d’un composant sont faibles. C'est la règle dans le secteur de la construction, car de grandes torsions conduisent, entre autres, au fait que l'utilisabilité en règle générale n'est plus garantie. Dans la théorie linéarisée (de)  du second ordre, l'hypothèse de petites torsions φ aboutit aux simplifications sinφ=φ et cosφ=1 de l'approximation aux petits angles (voir aussi  Effet P-Delta (de)).

#### Théories d'ordre supérieur
Il est rarement nécessaire d’enregistrer de grandes déformations d’une structure porteuse, ce qui constitue une simplification de la théorie II. Les commandes ne s’appliquent alors plus. Un exemple en est le calcul des structures tendues (de). Dans ce cas, on parle d'un calcul selon la Théorie du troisième ordre.
Il n'y a pas de séparation nette entre les théories d'ordre I et III, c'est pourquoi on ne parle parfois que de théorie d'ordre I et de théorie d'ordre II.
Dans certains livres, vous pouvez également trouver une théorie du quatrième ordre qui explique, par exemple, le comportement post-flambage.

## Matériaux de construction
Les résultats du calcul de structure sont utilisés pour concevoir les structures porteuses. Celles-ci diffèrent également selon les matériaux de construction, qui nécessitent donc des procédures de conception très différentes :
- Béton, béton armé, béton précontraint, maçonnerie (construction massive)
- Acier et autres métaux, notamment aluminium (construction en acier et construction métallique en général)
- Béton avec acier (construction composite (de))
- Bois (construction en bois)
- Plastique (construction en plastique)
- Matériaux du sol et de la terre (construction de fondations (de))
- Construction en verre structurel

## Liens web
- Statik lernen
- KI-SMILE – Visualisierungen zum Thema Statik und Einwirkungen
- EasyStatics – Computerprogramm von der ETH Zürich zur Berechnung von ebenen Stabtragwerken.
- Eurocode Statik Online – Online Berechnung einfacher Holztragwerke nach Eurocode 5.
- Trägerbemessung Online  – Online Berechnung eines Einfeldträgers aus Holz nach Eurocode 5.
- Bauingenieurhilfen Online - Online Berechnung - Allgemeine Ebene Stabwerke